# Landschaftsschutzgebiet Beganiederung
Das Landschaftsschutzgebiet Beganiederung mit 230,7 Hektar Flächengröße liegt südlich vom Zentrum von Bad Salzuflen. Es wurde 2006 mit dem Landschaftsplan Bad Salzuflen durch den Kreistag des Kreises Lippe als Landschaftsschutzgebiet (LSG) ausgewiesen. Im Stadtgebiet Lage grenzt direkt das Landschaftsschutzgebiet Begaaue an.  Das LSG liegt innerhalb des Einstaubereiches des Hochwasserrückhaltebeckens Bega.

## Beschreibung
Das LSG umfasst einen Abschnitt der naturnahen mäandrierenden Bega einschließlich der Aue. Der Flusslauf weist verschiedene Uferformen, Wassertiefen und Fließgeschwindigkeiten auf. Am Fluss befinden sich Ufergehölze, Kopfweiden, Hochstaudenfluren, Grünland, Ackerbereiche und kleine Feldgehölze. Zwischen Ostwestfalenstraße und der Königsbrücke in Schötmar fließt die Bega am Fuß einer steilen bewaldeten Geländestufe, auf der sich auch Obstwiesen befinden. Auch zahlreiche frühere Abgrabungen liegen in Randbereichen des Schutzgebietes.

## Schutzzwecke für das LSG
Laut Landschaftsplan erfolgte die Ausweisung des LSG zur:
- „Erhaltung und Wiederherstellung der Leistungsfähigkeit des Naturhaushaltes in ökologisch besonders wertvoll strukturierten Bereichen mit Wasser-, Klima- und Biotopschutzfunktionen,“
- „Erhaltung und Wiederherstellung von Quellbereichen und naturnahen Fließgewässern, Wald- und Grünlandbereichen unterschiedlicher Feuchtestufen, Feldgehölzen, Hecken und Obstwiesen,“
- „Erhaltung morphologisch ausgeprägter Bereiche zur Sicherung der landschaftlichen Eigenart und Vielfalt für die Erholung,“
- „Erhaltung wertvoller Biotopkomplexe aus Wald-Grünlandbereichen, Fließgewässern und Quellen sowie Biotopen nach § 62 LG mit wichtigen Refugial-, Puffer-, Trittstein- und Vernetzungsfunktionen,“
- „Erhaltung und Wiederherstellung wichtiger Rückzugsräume für die bedrohte Tier- und Pflanzenwelt,“
- „Sicherung der das Orts- und Landschaftsbild gliedernden und belebenden und die dörflichen Siedlungsstrukturen prägenden Freiraumelemente.“[1]

## Rechtliche Vorschriften
Im Landschaftsschutzgebiet ist unter anderem das Errichten von Bauten verboten. Grün- und Brachland darf nicht in eine andere Nutzungsart umgewandelt oder umgebrochen werden.